# 式守善吉
式守 善吉（しきもり ぜんきち、1902年12月20日 - 1977年2月23日）は元幕内行司である。
友綱部屋、鏡山部屋、伊勢ヶ濱部屋、荒磯部屋に所属。本名は小池善太郎。

## 概要
1920年春場所で初土俵を踏んだ。
1941年1月場所十両格。
1947年11月場所幕内格。
しかし、巡業中に足を負傷したことで休場となり幕内格としてはほとんど出場しなかった。行司欄に名前を残したまま巡業の先発などを担当していたが1957年初場所で土俵を去った。
なお一説によれば、元々裁きに問題があり1場所で3回の差し違えを喫してから休場、2度と本場所の土俵には上がることなくしばらく巡業関係の仕事に従事していたがその後廃業したという説もある。